# David Knox
David John Knox (Randwick, 3 agosto 1963) è un ex rugbista a 15 e allenatore di rugby a 15 australiano, che poteva giocare come apertura o  estremo; atleta ritenuto di sicuro talento, fu chiuso a livello internazionale in entrambi i ruoli da giocatori coevi quali Michael Lynagh, Mark Ella e Roger Gould, ragion per cui in un arco di 13 anni scese in campo solo altrettante volte per gli Wallabies  e fu convocato alla Coppa del Mondo di rugby 1991 senza mai essere utilizzato; dopo la fine della carriera agonistica è divenuto allenatore, lavorando come assistente del suo connazionale Michael Cheika nel Petrarca e successivamente nel Leinster.

## Biografia

### Carriera da giocatore
Nativo di Coogee, sobborgo di Randwick, città del Nuovo Galles del Sud non distante da Sydney, rappresentò l'Australia a livello U-21 e nel 1983 iniziò l'attività di club nell'Eastwood (Sydney), con cui disputò il campionato statale di seconda divisione.
Nella stagione seguente fu in Shute Shield al Randwick, club tra i più quotati del Paese e al quale legò tutta la sua carriera da giocatore al netto delle sue esperienze all'estero; tra il 1984 e il 1999 disputò 10 finali di Shute Shield vincendone 7.
Durante la stagione estiva australe David Knox, come molti giocatori dell'Emisfero Sud dell'epoca dilettantistica, si trasferiva in Europa per giocare, e nel 1986 giunse in Italia al Petrarca, con cui vinse il campionato alla sua prima stagione in coppia con il connazionale David Campese; fu tre stagioni in totale a Padova, al termine delle quali si trasferì al Livorno dove trovò come compagno di squadra Michael Cheika, del quale in seguito divenne assistente quando quest'ultimo intraprese l'attività tecnica.
A Livorno contribuì a condurre la squadra al sesto posto e ai play-off scudetto nel 1989-90, miglior piazzamento di sempre della formazione toscana.
Nel 1985 aveva esordito negli Wallabies giocando la prima di due partite di una serie contro Figi, avversario al quale segnò complessivamente 32 punti, ma non fu successivamente chiamato; solo nel 1990 giunse la sua terza convocazione, contro gli Stati Uniti, e nel 1991 fu incluso nella squadra australiana che prese parte alla Coppa del Mondo, purtuttavia non venendo mai messo a referto, in quanto non utilizzato mai neppure come possibile rimpiazzo.
Nella sua ultima stagione italiana, nel 1990-91, fu a Bergamo in serie A/2, ma la squadra retrocesse in serie B nonostante il suo contributo.
Tornato in Australia, divenne professionista nel 1995 ed entrò nella franchise di Canberra dei Brumbies con cui disputò tre stagioni di Super 12; nel 1998 passò ai sudafricani del Natal Sharks, squadra di Currie Cup.
Nel novembre 1997 disputò a Buenos Aires contro l'Argentina l'ultimo dei suoi 13 incontri internazionali; la stampa, nel considerare Knox come uno dei più geniali giocatori degli ultimi due decenni, lamentò che il suo scarso utilizzo in Nazionale fosse stato uno spreco imperdonabile.
Per la stagione 1998-99 fu in Inghilterra al Bristol, all'epoca in seconda divisione, allenato dal suo connazionale Bob Dwyer e, alla fine del contratto, nel 1999, fu al Narbonne, in Francia, squadra in cui chiuse la carriera agonistica.
Vanta anche 25 presenze per la rappresentativa del Nuovo Galles del Sud.

### Carriera da allenatore
Nel 1999-2000 Knox fu di nuovo al Petrarca, in tale occasione nelle vesti di assistente allenatore di Michael Cheika; dopo una stagione seguì Cheika in Australia come suo secondo nel rugby provinciale, e fu di nuovo al suo fianco quando tornò nell'Emisfero Nord nel 2006 al Leinster, franchise irlandese di Celtic League.
Nel lasciare l'incarico di vice-allenatore del Leinster del 2008, rilasciò una polemica intervista alla stampa criticando il sistema di gioco irlandese che, a suo dire, non permetteva ai giocatori di maggior talento quali Brian O'Driscoll (da lui giudicato il miglior rugbista dell'isola) di esprimersi al meglio, nonché i metodi di allenamento di Declan Kidney al Munster, che a detta di Knox non avevano aggiunto alcunché al gioco della squadra.

## Palmarès
- Coppe del mondo: 1
Australia: 1991
- Campionati italiani: 1
Petrarca: 1986-87